# 鶴田浩久
鶴田 浩久（つるた ひろひさ、1967年〈昭和42年〉12月15日 - ）は、日本の運輸・国土交通官僚。

## 来歴
長崎県佐世保市生まれ。その後、北海道で育ち、中学校3年生の時に東京都に転居した。学生時代はホッケー部に所属し、ディフェンスを担当した。
筑波大学附属高校を経て、1990年（平成2年）3月、東京大学法学部を卒業。当時、松任谷由実が楽曲を提供したJR東海のCM「シンデレラ・エクスプレス」に感化されたこと、採用パンフレットに掲載された「腕っ節の強いロマンチストを求む」という言葉に好感を持ったことから運輸省を志望し、同年運輸省に入省した。入省後、主に鉄道畑、航空畑を歩み、1994年（平成6年）に大阪府に赴任。赴任中に阪神・淡路大震災に遭遇し、現地で代替運行用のバスの手配などにあたった。この他、汐留の不動産証券化や国鉄債務の最終処理を担当。その後、海外留学を経験し、1999年（平成11年）、ロンドン大学LSE大学院修士課程を修了。修了後、交通バリアフリー法の成立及び拡充、首都圏空港機能強化、都市鉄道の接続新線整備、海外交通･都市開発事業支援機構の創設、貸切バスの法制強化、コロナ禍における航空会社・空港会社への支援、新幹線整備などに携わり、鉄道局都市鉄道課開発推進調整官、外務省経済協力開発機構日本政府代表部一等書記官、同参事官、国土交通省大臣官房人事課企画官、観光庁観光産業課長、国土交通省大臣官房参事官（地域戦略担当）、航空局航空戦略課長、自動車局旅客課長、国土交通省大臣官房参事官（人事担当）、東京航空局長、内閣官房内閣審議官（内閣官房副長官補付）、航空局航空ネットワーク部長、鉄道局次長などを歴任。2012年（平成24年）からは民主党政権下で羽田雄一郎国土交通大臣の秘書を務めた。
2022年（令和4年）6月28日、国土交通省大臣官房公共交通・物流政策審議官に就任。物流行政を担当した。
2023年（令和5年）7月4日、自動車局長に就任。同年10月1日、物流・自動車局長に就任。
2025年（令和7年）7月1日、国土交通省総合政策局長に就任。

#### リスト
1. ↑  [11][12][13][14][15][16][17][18][19][20][21][22][23][24]